# شهرستان کیووا (اکلاهما)
شهرستان کیووا، اکلاهما (به انگلیسی: Kiowa County, Oklahoma) شهرستانی در ایالات متحده آمریکا است که در اکلاهما واقع شده‌است.

## خصوصیات
شهرستان کیووا ۲٬۶۶۹ کیلومترمربع مساحت دارد.